# Manuel Ortega Ezcurdia
Manuel Ortega Ezcurdia (geboren am 1. September 2005 in Santander) ist ein spanischer Handballspieler, der auf der Spielposition Linksaußen eingesetzt wird.

## Vereinskarriere
Manuel Ortega spielt in der zweiten Mannschaft des FC Barcelona (Barça Atletic), die in der División de Honor Plata, der zweiten spanischen Liga, antritt. Zuvor war er auch beim deutschen Verein TSV Hannover-Burgdorf aktiv. Er gab im September 2024 als Ersatz für den verletzten Hampus Wanne sein Debüt in der ersten Mannschaft des spanischen Spitzenklubs FC Barcelona beim Start in die Saison 2024/25 der EHF Champions League und wurde auch in der Saison 2024/25 der Liga Plenitude, Spaniens erster Liga, sowie bei der IHF Men’s Club World Championship 2024 eingesetzt.

## Auswahlmannschaften
Im Februar 2021 wurde Manuel Ortega zu einer Sichtung der RFEBM für die Geburtsjahrgänge 2005 und 2006 eingeladen. Spiele in den Nationalmannschaften der RFEBM bestritt er bisher nicht.

## Privates
Ortega hat drei Geschwister. Sein Vater ist Antonio Carlos Ortega, dieser war ebenfalls Handballspieler und ist der Trainer des FC Barcelona. Als Antonio Ortega den deutschen Verein TSV Hannover-Burgdorf trainierte, spielte Manuel Ortega dort in der Jugendabteilung.